# ش.اس.یو. فوتسال
باشگاه فوتسال دانشگاه دولتی شیراک (انگلیسی: Shirak State University Futsal Club) اختصاراً ش. اس.یو. فوتسال (انگلیسی: Sh.S.U. Futsal) یک باشگاه فوتسال حرفه‌ای در ارمنستان می‌باشد که به نمایندگی از دانشگاه دولتی شیراک در لیگ برتر فوتسال ارمنستان حضور دارد. این باشگاه در شهر گیومری، استان شیراک مستقر می‌باشد و در سال ۲۰۱۷ بنیانگذاری شده‌است. این باشگاه بازی‌های خانگی خود را در تالار ورزشی آرام سارگسیان برگزار می‌کند.

## فصل به فصل
| فصل     | رده | دسته     | مقام |
| ------- | --- | -------- | ---- |
| ۲۰۱۷–۱۸ | ۱   | لیگ برتر | ۸ام  |